# Wereldkampioenschap cricket 2023

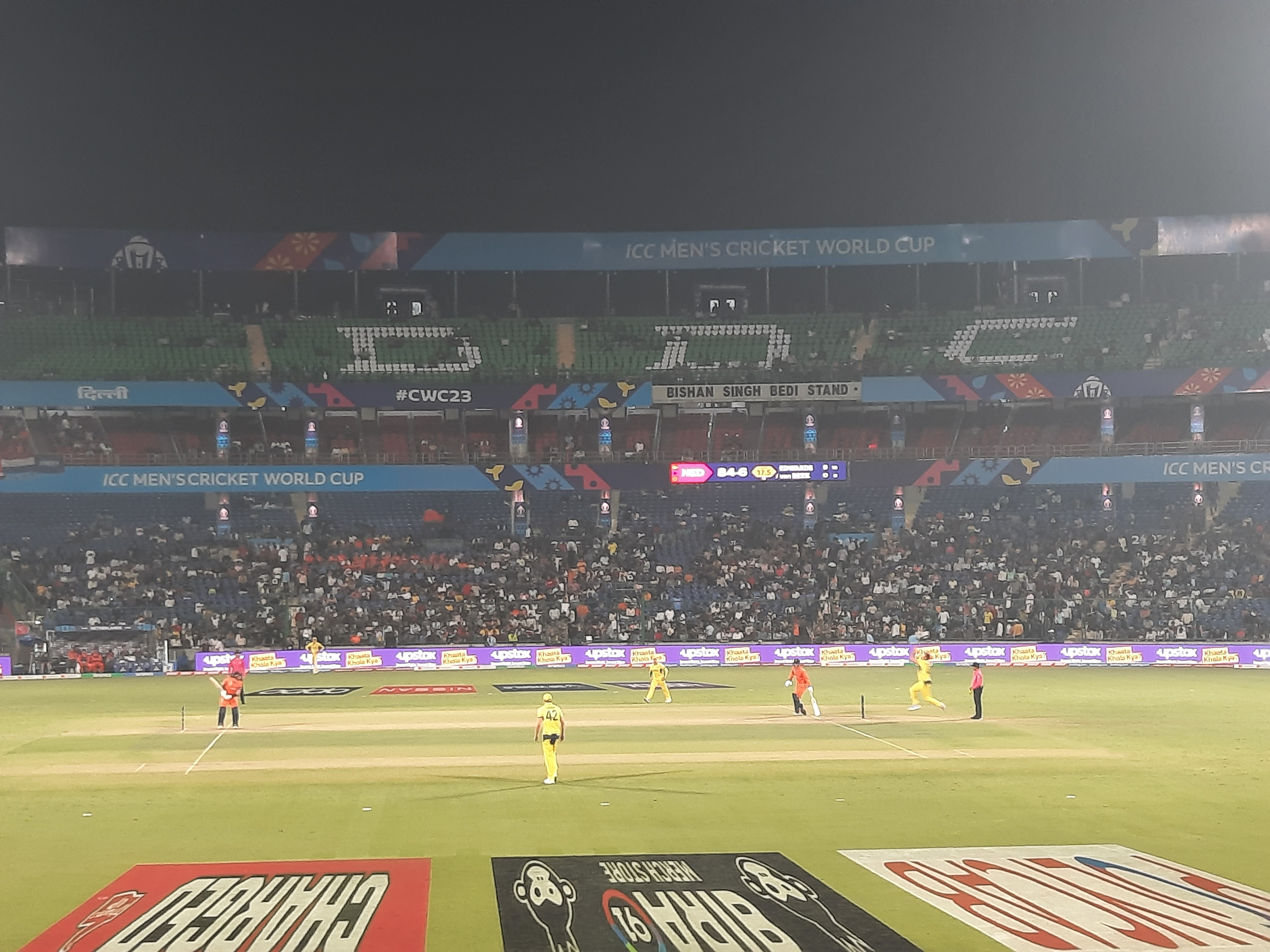
Nederland tegen Australië in de voorronde van het WK cricket 2023 in India.

Het wereldkampioenschap cricket (ICC Cricket World Cup) van 2023 was de 13e editie van de Cricket World Cup, een vierjaarlijks One Day International (ODI) crickettoernooi dat wordt gespeeld door nationale mannenteams en wordt georganiseerd door de International Cricket Council (ICC). India organiseerde het toernooi dat oorspronkelijk gepland stond van 9 februari tot en met 26 maart 2023. Vanwege de coronapandemie, en de gevolgen hiervan op de kwalificatietoernooien, werd besloten om het toernooi te verschuiven naar oktober en november 2023. Het is de eerste keer dat het toernooi volledig in India werd gehouden, nadat drie eerdere edities (1987, 1996 en 2011) al gedeeltelijk in het land werden georganiseerd. 
De titelverdediger van het wereldkampioenschap is Engeland, nadat ze de vorige editie in 2019 hebben gewonnen. In de finale versloegen de Australiërs de tot dan toe ongeslagen Indiërs.

## Kwalificatietoernooien
Net als bij de vorige editie zullen er tien teams aan het wereldkampioenschap deelnemen. De belangrijkste route voor kwalificatie is het ICC Cricket World Cup Super League toernooi, dat tussen 2020 en 2023 afgewerkt werd.
Voor het WK plaatsten zich de beste zeven ploegen van de dertien deelnemers aan de Super League, naast gastland India, voor het wereldkampioenschap. De vijf overgebleven ploegen van de Super League, die zich niet wisten te kwalificeren via de Super League, speelden met vijf andere ploegen in de Cricket World Cup Qualifier 2023. Van dit kwalificatietoernooi gingen er nog twee ploegen, Sri Lanka en Nederland, door naar het eindtoernooi.
| Kwalificatiewijze                            | Datum                      | Locatie  | WK-plaatsen | Gekwalificeerde landen                                                       |
| -------------------------------------------- | -------------------------- | -------- | ----------- | ---------------------------------------------------------------------------- |
| Gastland                                     | —                          | —        | 1           | India                                                                        |
| 2020–2023 ICC Cricket World Cup Super League | 30 juli 2020 – 31 mei 2023 | Various  | 7           | Afghanistan Australië Bangladesh Engeland Nieuw-Zeeland Pakistan Zuid-Afrika |
| 2023 Cricket World Cup Qualifier             | 18 juni – 9 juli 2023      | Zimbabwe | 2           | Sri Lanka Nederland                                                          |
| Totaal                                       |                            |          | 10          |                                                                              |

### 2023 Cricket World Cup Qualifier
De 2023 ICC Men's Cricket World Cup Qualifier, dat dat in juni en juli 2023 in Zimbabwe zal plaatsvinden, dient als onderdeel van het kwalificatieproces voor de 2023 Cricket World Cup en zal beslissen over de laatste twee deelnemers voor de 2023 World Cup.
Het deelnemersveld van het laatste kwalificatietoernooi voor het wereldkampioenschap bestaat uit de vijf laagst geëindigde landen van de Super League, de drie hoogst genoteerde landen in de League 2 en de twee landen die zich kwalificeren via de play-off tussen de overige vier landen van League 2 en de top-2 landen van de Challenge League.
| Kwalificatietoernooi                         | Datum                         | Locatie | Kwalificatieplaatsen | Gekwalificeerde landen                          |
| -------------------------------------------- | ----------------------------- | ------- | -------------------- | ----------------------------------------------- |
| 2020–2023 ICC Cricket World Cup Super League | juli 2020 – mei 2023          | Diverse | 5                    | Ierland Nederland Sri Lanka West-Indië Zimbabwe |
| 2023 Cricket World Cup League 2              | augustus 2019 – februari 2023 | Diverse | 3                    | Nepal Oman Schotland                            |
| Qualifier play-off                           | maart 2023 - april 2023       | Diverse | 2                    | Verenigde Arabische Emiraten Verenigde Staten   |
| Totaal                                       |                               |         | 10                   |                                                 |

## Speelsteden
In totaal werd het wereldkampioenschap cricket in tien verschillende steden verdeeld over India gespeeld. De finale werd gespeeld in het Narendra Modi Stadion in Ahmedabad, India's grootste cricketstadion en een van de grootste sportstadions ter wereld.
Regulier wereldkampioenschap (One Day International)
Wereldkampioenschap Twenty20

Wereldkampioenschap testcricket